# ماثيو ريبر
ماثيو ريبر (بالإنجليزية: Matthew Raper)‏ ـ (1705 ـ 1778) هو فلكي بريطاني ورياضياتي وعالِم متعدد المعارف. له أوراق بحثية منشورة في موضوعات شتى، من بينها العملات المعدنية الإغريقية والنقود الرومانية ومعاييرها وتاريخها، استنادًا إلى مراجع إغريقية ولاتينية.
انتُخب ريبر لعضوية الجمعية الملكية في 30 مايو 1754، وحصل على وسام كوبلي سنة 1771 عن بحثه المعنون «بحث في قيمة النقود الإغريقية والرومانية» (بالإنجليزية: Inquiry into the Value of the ancient Greek and Roman Money)‏، وقد ترجم أطروحة هاينريش غريلمان المعنونة «رسالة عن الغجر» (بالإنجليزية: Dissertation on the Gipseys)‏ من الأصل الألماني، ووضع العديد من الأوراق البحثية مثل «بحث في مقياس القدم الروماني» (بالإنجليزية: An Enquiry into the Measure of the Roman Foot)‏، الذي نُشر سنة 1760، و«ملاحظات على خسوف القمر في 17 مارس وكسوف الشمس في 1 أبريل 1764.»
كان ريبر يمتلك مرصدًا فلكيًا على سطح منزل في ثورلي بمقاطعة هيرتفوردشاير، ورثه عن أبيه الذي توفي سنة 1748.